# Festival das Luzes

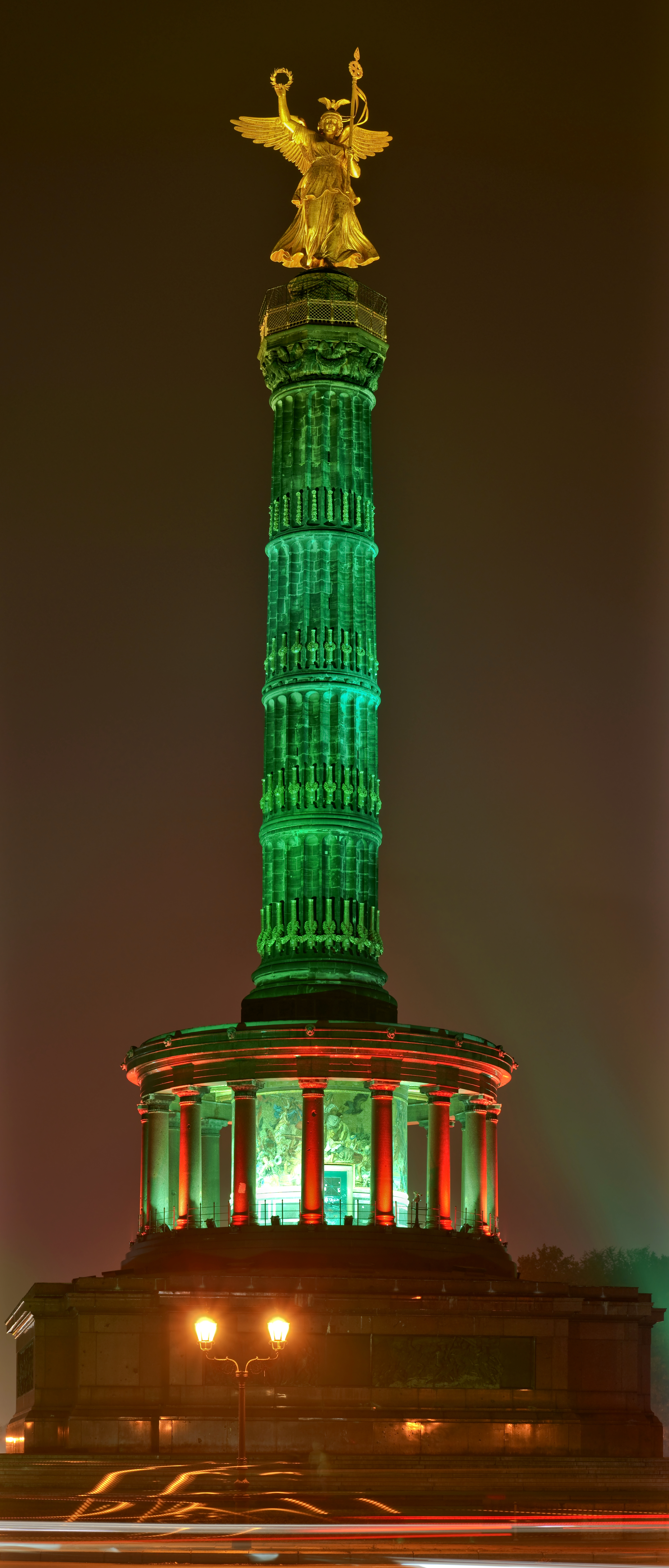
Siegessäule durante o Festival das Luzes em 2009.

O Festival das Luzes em Berlim é um evento que ocorre anualmente no mês de outubro. Durante uma ou duas semanas, os famosos pontos turísticos, como o Portão de Brandemburgo, a Berliner Fernsehturm, a Catedral de Berlim e a Coluna da Vitória são iluminados em forma de cenas e luz em arte. O primeiro evento foi realizado no ano de 2004 e celebrou o décimo aniversário em 2014.